# لورانس جاكسون (مجدف)
لورانس جاكسون (بالإنجليزية: Lawrence Jackson)‏ هو مجدف نيوزيلندي، ولد في 27 فبراير 1907 في إقليم مارلبورو في نيوزيلندا، وتوفي في 28 أكتوبر 1937 في Picton, New Zealand ‏ في نيوزيلندا.

## وصلات خارجية
- لورانس جاكسون على موقع الاتحاد الدولي للتجديف (الإنجليزية)
- لورانس جاكسون على موقع اللجنة الأولمبية الدولية (الإنجليزية)
- لورانس جاكسون على موقع أوليمبيديا (الإنجليزية)
- لورانس جاكسون على موقع اللجنة الأولمبية النيوزيلندية (الإنجليزية)